# (246247) Sheldoncooper
(246247) Sheldoncooper est un astéroïde de la ceinture principale.

## Description
(246247) Sheldoncooper est un astéroïde de la ceinture principale. Il fut découvert le 20 septembre 2007 à l'Observatoire de Lulin par Ye Quan-Zhi et Hong Qin Lin. Il présente une orbite caractérisée par un demi-grand axe de 2,81 UA, une excentricité de 0,07 et une inclinaison de 7,4° par rapport à l'écliptique.
Son nom rappelle le personnage éponyme de la série télévisée The Big Bang Theory.

## Compléments